# John Ashbery
John Ashbery, född 28 juli 1927 i Rochester, New York, död 3 september 2017 i Hudson, New York, var en amerikansk poet som sedan 1950-talet brukar räknas till New York-skolans första generation poeter.

## Verksamhet
John Ashbery studerade vid Harvard, där han bland annat var medredaktör för den litterära tidskriften The Harvard Advocate och 1949 tog en fil kand i engelska med ett arbete om W.H. Audens poesi. Sin magisterexamen eller Master of Arts i engelsk litteratur avlade han 1951 vid Columbia. Han debuterade 1953 som poet på ett udda litet förlag som drevs av ett konstgalleri i New York. Vid sidan av sin verksamhet som poet verkade han även som konstkritiker från början av 1950-talet, liksom översättare och universitetslärare. Han arbetade bland annat för New York Herald Tribune som europeisk konstkorrespondent i sex år, som redaktör för Art News i nio år och som konstkritiker för New York Magazine. Som översättare begåvade han engelskan med främst tidiga franska modernister som Stéphane Mallarmé, Arthur Rimbaud, Pierre Reverdy, Raymond Roussel, Max Jacob, André Breton och Paul Éluard.

## Priser och utmärkelser
- Pulitzerpriset 1976, för Self-Portrait in a Convex Mirror (1975)
- National Book Award 1976, för Self-Portrait in a Convex Mirror (1975)
- Robert Creeley Award, 2008[3]
- Medal for Distinguished Contribution to American Letters, för livslång gärning, 2011[4]

## Verk
- Turandot and Other Poems (Tibor de Nagy Gallery Editions, 1953)
- Some Trees (Yale University Press, 1956)
- The Tennis Court Oath (Wesleyan University Press, 1962)
- Rivers and Mountains (Holt and Rinehart and Winston, 1966)
- A Nest of Ninnies (1969), with James Schuyler. (Carcanet Press 1987, Paladin Books 1990)
- The Double Dream of Spring (Dutton, 1970)
- Three Poems (Viking, 1972)
- The Vermont Notebook (1975)
- Self-Portrait in a Convex Mirror (Viking, 1975)
- Houseboat Days (Viking, 1977)
- Three Plays (1978). Carcanet Press (1988)
- As We Know (Viking, 1979)
- Shadow Train (Viking, 1981)
- A Wave (1984)
- April Galleons (1987)
- The Ice Storm (1987)
- Flow Chart (1991)
- Hotel Lautréamont (1992)
- And the Stars Were Shining (1994)
- Can You Hear, Bird? (1995)
- The Mooring of Starting Out : The First Five Books of Poetry (1998)
- Wakefulness (1998)
- Girls on the Run (1999)
- Your Name Here (2000)
- 100 Multiple-Choice Questions (2000)
- Other Traditions (2000)
- As Umbrellas Follow Rain (2001)
- Chinese Whispers (2002)
- Selected Prose 1953-2003 (2005)
- Where Shall I Wander (2005)
- A Worldly Country (2007)
- Notes from the Air : Selected Later Poems (2007)
- Planisphere (2009)
- Quick Question (2012)
- Collected French Translations, två volymer (Carcanet, 2013)
- Breezeway (2015)
- Commotion of the Birds (2016)

### Svenska
- Självporträtt i en konvex spegel och andra dikter, tolkning av Göran Printz-Påhlson (1983)
- En våg, tolkning av Ragnar Strömberg (1986)
- Skuggtåg, tolkning av Tommy Olofsson och Vasilis Papageorgiou (1993)
- Och stjärnorna glänste, tolkning av Tommy Olofsson och Vasilis Papageorgiou (1994)
- Hör du, fågel, tolkning av Tommy Olofsson och Vasilis Papageorgiou (1996)
- 3 x New York, tillsammans med Kenneth Koch och Ron Padgett, i tolkning av Gunnar Harding (1998)
- Flickor på flykt, tolkning av Tommy Olofsson och Vasilis Papageorgiou (2002)
- Viskleken, tolkning av Tommy Olofsson och Vasilis Papageorgiou (2004)
- Varthän skall jag vandra, tolkning av Tommy Olofsson och Vasilis Papageorgiou (2007)
- Dikter, tolkning av Tommy Olofsson, Vasilis Papageorgiou, Göran Printz-Påhlson och Ragnar Strömberg, Natur & Kultur, 2018  ISBN 978-91-27-14601-3